# لوئیز گلام
لوئیز گلام (انگلیسی: Louise Glaum؛ ۴ سپتامبر ۱۸۸۸ – ۲۵ نوامبر ۱۹۷۰) یک هنرپیشه اهل ایالات متحده آمریکا بود.
از فیلم‌ها یا برنامه‌های تلویزیونی که وی در آن نقش داشته است می‌توان به فیلم سه تفنگدار ، لولاهای جهنم، صحرا، عشق، پنجاه‌پنجاه و سکس اشاره کرد.